# Готалово
46°13′ пн. ш. 16°59′ сх. д. / 46.21° пн. ш. 16.98° сх. д.
Готалово (хорв. Gotalovo) — населений пункт у Хорватії, у Копривницько-Крижевецькій жупанії у складі громади Гола.

## Населення
Населення за даними перепису 2011 року становило 344 осіб.
Динаміка чисельності населення поселення: